# لكزس إس سي
لكزس إس سي (بالإنجليزية: Lexus SC) سيارة كوبيه شخصية فارهة تنتجها شركة لكزس منذ عام 1991.
تم تزويد طراز إس سي بمحرك أمامي وبدفع خلفي كما أنها تتسع لحد 4 ركاب. تم إطلاق الجيل الأول بمحرك (V8) كطراز إس سي 400 عام 1991 وبمحرك (I6) كطراز إس سي 300 عام 1992، تم إنتاجهما حتى عام 2000. بدأ إنتاج الجيل الثاني إس سي 430 عام 2001، ويتميز تصميمها بأنها متحولة وبسقف صلب وبمحرك (V8). تم تصميم معظم الجيل الأول بكاليفورنيا بالولايات المتحدة بينما تم تصميم الجيل الثاني باستديوهات تصميم بأوروبا.
كان الجيل الثالث من طراز تويوتا سوارير باليابان الذي اشتركت إس سي في جيلها الأول معه في تصميم الجسم وبعض المكونات يمثل فرعاً مستقلاً من خط الإنتاج وبأداء وإحصائيات مستقلة. كان الجيل الرابع من تويوتا سوارير شبيهاً جداً بطراز إس سي 430 وتم إنهائه باليابان عام 2005 عندما دخلت علامة لكزس السوق اليابانية.

## الجيل الأول (Z30 ؛ 1991)

### 1991-2000
في أوائل التسعينيات،  بعد ظهور لكزس، أشارت التقارير الصحفية المتعلقة بالسيارات إلى وجود سيارة لكزس كوبيه بالحجم الكامل قادمة للتنافس مع سيارات كوبيه جي تي الفاخرة الأخرى لماركيز أخرى مثل مرسيدس سي إل، وأكورا ليجند كوبيه ولاحقًا أكورا سي إل، مازدا آر إكس-5 و Buick Riviera وكاديلاك إلدورادو، Lincoln Mark VIII وجاكوار إكس جي إس وبنتلي كونتيننتال آر و Maserati Shamal / Ghibli وفيراري 456 و BMW 8 Series Coupe. في تلك المرحلة، لم يكن لدى تويوتا كوبيه فاخرة أصلية في مجموعة طرازاتها. سوف تكمل الكوبيه طراز لكزس الرائد الناجح، سيارة LS 400 سيدان التي تعمل بمحرك خلفي بمحرك V8. كان من المقرر أن تستهدف الكوبيه السوق الأمريكية،  وتم تسليم جهود التطوير لتصميمها الخارجي إلى مركز أبحاث التصميم كالتي في كاليفورنيا في عام 1987.
اتخذ فريق التصميم الأمريكي كالتي نهجًا مختلفًا لتصميم السيارة، باستخدام أشكال قولبة الجص لتصميم الجسم، والعمل ثلاثي الأبعاد بدلاً من نهج الرسم التقليدي ثنائي الأبعاد. كما وصفها مديرا التصميم دينيس كامبل وإروين لوي،  كانت النتيجة سيارة مبنية على «العاطفة والشعور» بدلاً من الجماليات الخطية. التصميم الناتج لا يمتلك تقريبًا أي حواف مستقيمة، وأنتج معامل سحب C. تمت الموافقة على مفهوم تصميم الإنتاج من قبل Lui في بداية عام 1989، مما أدى إلى إرسال Lui إلى اليابان لمدة 4 أشهر للمساعدة في إكمال تصميم الإنتاج. وفقًا لصحفي السيارات بيل روس، كان تصميم إس سي يعتبر مؤثرًا بين تصميمات السيارات في ذلك الوقت.
بدأ إنتاج Soarer في أبريل 1991 في مصنع Motomachi في مدينة تويوتا (محافظة آيتشي)، مع إنتاج إس سي جنبًا إلى جنب معها في مصنع Higashi Fuji الثاني في سوسونو، شيزوكا. استمرت سيارات Motomachi-sourced حتى أبريل 1997. تم استخدام منصة إس سي لتطوير الجيل القادم من Toyota Supra، وتم تصنيع كلا السيارتين في نفس المصنع.
تم إطلاق SC 400 في 1 يونيو 1991 في الولايات المتحدة كنموذج عام 1992. الإصدار 4.0 من SC 400 تم الإبلاغ عن أن L V8 1UZ-FE، وهو نفس المحرك المستخدم في LS 400، تكلف أكثر من 400,000,000 دولار أمريكي في البحث والتطوير. يجلس المحرك خلف المحاور الأمامية، مما يجعله محركًا أماميًا وسطيًا ودفعًا خلفيًا. تم تكريم SC 400 كأفضل سيارة استيراد لعام 1992 من Motor Trend . كما صنفت قائمة أفضل عشرة بواسطة مجلة Car and Driver من عام 1992 حتى عام 1996.
في يوليو 1992، تم عرض SC 300 ، وهي نسخة ذات محرك أصغر من SC 400، لأول مرة في الولايات المتحدة. تم تجهيز SC 300 بـ 3.0 L مضمنة 6 2JZ-GE . تم تقديم نظام التحكم في الجر لكزس، TRAC ، كخيار.
استمر إنتاج الجيل الأول من السيارة في الإنتاج حتى 7 يوليو 2000، أي أكثر من تسع سنوات، وهي فترة طويلة جدًا مقارنة بالسيارات الأخرى في التسعينيات. حتى مع دورة الإنتاج الطويلة للجنة العليا، لم يتم إجراء سوى تغييرات خارجية طفيفة. كانت الإضاءة الخلفية الجديدة وتصميم الجناح المعدل جزءًا من تحديث السيارة في منتصف الدورة. تمت إضافة شبكة أمامية في عام 1996، إلى جانب المصد الأمامي المعاد تصميمه والتنانير الجانبية وألواح الروك. أنتجت SC 400 250 حصان (186 كـو) / 260 رطل قدم (353 ن·م) من 1991 إلى 1995. تم تصنيف محركات 1991-1997 الأصلية لـ 2JZ -GE -powered SC 300 على 225 حصان (168 كـو) / 210 رطل قدم (285 ن·م) . كان ناتج SC 300 أكثر من المحرك المكافئ المستخدم في تويوتا سوبرا بخمس أحصنة.
في عام 1996، تمت ترقية تصميم محرك SC 400's 1UZ-FE إلى 260 حصان (194 كـو) من 250 حصان (186 كـو) . وقد اقترنت هذه المحركات بناقل حركة أوتوماتيكي رباعي السرعات في كلا الطرازين SC 300 و SC 400. تم تقديم ناقل حركة يدوي بخمس سرعات فقط في SC 300 منذ ظهوره لأول مرة حتى عام 1997.
بحلول نهاية العقد، بدأت مبيعات إس سي في أمريكا الشمالية تتضاءل بسبب عدم وجود تحديثات كبيرة في التصميم منذ إدخال السيارة وتغييرات السوق التي أدت إلى فقدان الاهتمام بالكوبيه.
في عام 1997 (موديل 1998)، تمت ترقية كل من SC 300 و 400 باستخدام VVT-i وبالتالي تم رفع التصنيفات إلى 290 حصان (216 كـو) / 300 رطل قدم (407 ن·م) من عزم الدوران للموديل SC 400 و 225 حصان (168 كـو) / 220 رطل قدم (298 ن·م) من عزم الدوران لـ SC 300. أظهرت الاختبارات التي أجريت على المحركات الجديدة تسارعًا في SC 400 للأعوام 1992-1995 من 0-60 ميل في الساعة 6.9 ثانية، والأعوام 1996-1997 في 6.7 ثانية، والسنوات 1998-2000 في 6.1 ثانية. بالنسبة لـ إس سي 300، تسارع من 0 إلى 60 ميل في الساعة في 6.8 ثانية مع ناقل حركة يدوي 5 سرعات و 7.2 ثانية مع 4 سرعات أوتوماتيكي لجميع السنوات. تضمنت ترقية 1997 هذه استبدال ناقل الحركة الأوتوماتيكي رباعي السرعات على إس سي 400 إلى وحدة من خمس سرعات. مع استبدال وحدة السرعات الخمس، حصلت هذه الطرازات أيضًا على ترس تفاضلي جديد بمحرك نهائي يبلغ 3.27 مما أدى إلى تحسين الاقتصاد في استهلاك الوقود والسرعة القصوى.
شكلت مبيعات طرازي ناقل الحركة الأوتوماتيكي SC 300 و SC 400 الغالبية العظمى من الطرز المشتراة. لم يتم بيع سيارة لكزس SC 400 رسميًا في الجزر البريطانية، ولكن وجدت العديد من الأمثلة طريقها عبر المحيط الأطلسي كواردات شخصية.

## الجيل الثاني (Z40؛ 2001)

### 2001-2005
في معرض طوكيو للسيارات 1999، عرضت لكزس مفهومها الرياضي الكوبيه، وهو محرك V8 قابل للتحويل، مما يدل على خططها لاستبدال الجيل الأول من SC 300/400. ظهرت نسخة الإنتاج من سيارتها الكوبيه الرياضية الجديدة القابلة للتحويل، SC 430 ، لأول مرة في معرض نيويورك للسيارات في أبريل 2000. كان من المقرر أن يتم طرح السيارة للبيع في الربع الثاني من العام التالي. تم توفير الطاقة بواسطة 4.3 محرك L 3UZ-FE V8 مع توقيت الصمام المتغير (VVT-i) مع ناقل حركة أوتوماتيكي بخمس سرعات. كان هذا المحرك هو نفس الطراز الموجود في UCF30 لكزس LS . يمكن أن ينتج محرك V8 الخاص بـ SC 430 288 حصان (215 كيلوواط) و 430 نيوتن لكل متر (317 رطل·قدم) من عزم الدوران، مما يسمح للكوبيه بالانتقال من 0-60 ميل في الساعة في 6.2 ثانية.
على عكس طراز الجيل السابق، تم تصميم لكزس SC المعاد تصميمها لتكون قابلة للتحويل منذ بدايتها. قاد فريق التطوير كبير المهندسين ياسوشي ناكاجاوا من عام 1996 إلى عام 2000. عمل مصممو لكزس من أوروبا واليابان معًا لإنشاء تصميم انسيابي. تم اختيار موضوع تصميم في عام 1997 تم تطويره بواسطة Sotiris Kovos، الذي تم تعيينه في المقابل كبير المصممين. بقيادة كوفوس، سافر المصممون إلى كوت دازور لتطوير الشكل الخارجي للسيارة، ودرسوا الهندسة المعمارية في المنطقة ونمط الحياة والموانئ. تلقت السيارة القابلة للتحويل الناتجة لعام 1998 خطوطًا شخصية مشابهة لليخوت في المنطقة، على عكس خطوط الموجي التقليدية. كان الهدف من المظهر الجانبي للسيارة، وهو نتاج اختبار مكثف لنفق الرياح، هو توجيه الهواء حول مقصورة الركاب بسرعة عالية أثناء القيادة من أعلى إلى أسفل. تم إيداع براءات التصميم في اليابان، في مكتب براءات الاختراع الياباني في 14 يونيو 1999 تحت رقم براءة الاختراع 1095312.
يتميز هيكل SC 430 بإعداد عظم الترقوة المزدوج لكل من العجلات الأمامية والخلفية. تشترك منصة السيارة في العناصر مع سيارة السيدان الرياضية لكزس جي إس، بما في ذلك التوجيه الكهربائي المتغير مع الجريدة المسننة والترس. تراوحت أنظمة السلامة من التحكم في الجر إلى التحكم في ثبات السيارة. حصلت السيارة المكشوفة على شهادة تصنيف انبعاثات ULEV.
تتميز السيارة بسطح صلب من الألومنيوم قابل للسحب، ومقصورة داخلية من الجلد بالكامل مع لمسات من الألومنيوم المصقول، وشاشة ملاحة مع لوح خشبي قابل للطي، وعجلات من الألومنيوم مقاس 18 بوصة. تم تثبيت شعارات Chrome Lexus على الجزء الخلفي من مساند الرأس للمقاعد الأمامية. تحتوي الكوبيه على أربعة أحزمة أمان ويمكنها تقنيًا أن تتسع لأربعة مقاعد، لكن مساحة المقعد الخلفي محدودة. السقف الصلب يتراجع بالكامل خلال 25 ثانية. تشمل الميزات الفاخرة القياسية Burl Walnut أو Bird's Eye Maple wood ، ونظام الصوت Mark Levinson المتميز ونظام الملاحة القائم على DVD وغسالات المصابيح الأمامية. للحصول على مساحة إضافية لصندوق الأمتعة، يمكن تجهيز SC 430 كخيار بإطارات بدون هواء.
عند إطلاقها، تم تسويق السيارة على أنها «جوهرة لكزس»، وباعتبارها أول سيارة مكشوفة من العلامة التجارية، فقد كان المقصود منها أن تكون إضافة أكثر تفاخرًا إلى تشكيلة لكزس. أشاد المراجعون من مجلة Car and Driver بـ SC 430 لعام 2002 ووصفوها بأنها «نجاح غير مشروط»، واصفين إياها بأنها «مريحة وسريعة وسلسة وهادئة» مع «كل المزايا المتوقعة في سيارة رودستر الأرستقراطية».
في عام 2004، كشفت لكزس عن لكزس SC " Pebble Beach Edition"، وهو نموذج إنتاج محدود من SC. تم إنتاج الإصدار الخاص SC بالشراكة مع شركة Pebble Beach Company، وتميز بمجموعة فريدة من الألوان الخارجية والداخلية والتي تتغير مع كل عام من الطرازات. تم تقديم هذا الإصدار لسنوات الطراز من 2004 حتى 2009، وكان إنتاج إصدار Pebble Beach يقتصر على وحدات مختلفة كل عام (انظر الجدول أدناه لمعرفة التهم). عرضت كل سيارة كوبيه من طراز لكزس SC Pebble Beach: ألوان فريدة (تتغير كل عام)، وشارات خاصة (تتميز بشعار " Lone Cypress ") على الرفارف الأمامية، والكونسول الوسطي، وحصائر الأرضية. بالنسبة لطراز 2006، تم أيضًا تضمين جناح خلفي وعجلات من سبائك العنكبوت. في أكتوبر 2009، نشرت مجلة Road & Track بعض الصور لهذا العام النموذجي.
في عامي 2004 و 2005، منح استطلاع الجودة الأولي لشركة جي دي باور وشركاه سيارة إس سي 430 كأعلى سيارة فاخرة فاخرة. كيلي بلو بوك منح إس سي 430 جائزة أفضل قيمة في عام 2002. في يونيو 2004، تم عرض سيارة Carolina Herrera SC 430 مصممة خصيصًا في معرض مدريد للسيارات ‏. استخدم الإصدار الخاص من SC 430 CH لون جسم "Testa di Moro"، مع جلد داخلي وسجاد متطابقين، إلى جانب شعارات المصمم على العجلات وعتبات الأبواب. كما تم تطوير مجموعة من الملحقات للسيارة.
في عام 2012، اختار مقدمو برنامج توب جير جيريمي كلاركسون وجيمس ماي لكزس إس سي 430 باعتبارها أسوأ سيارة على الإطلاق في فيلمهم أسوأ سيارة في العالم. انتقدوا طريقة تعاملها وركوبها وأسلوبها، ووصف ماي الركوب بأنه «شيطاني تمامًا»، وذكروا أن الشركة المصنعة الكبيرة كان يجب أن تعرف بشكل أفضل.

### 2005-2010
في عام 2005 بالنسبة لعام 2006، تم تحديث SC 430 مع التغييرات التي تضمنت إعادة تصميم العجلات وإدخال تقنية بلوتوث. في أواخر عام 2005، تم عرض SC 430 لأول مرة جنبًا إلى جنب مع علامة Lexus في اليابان. تم تصنيعها في موقع تجميع Kanji (Kanto Jidosha) في اليابان. تم بيع SC 430 في أمريكا الشمالية وأوروبا وأوقيانوسيا وآسيا. على عكس سابقتها، تم استيراد SC 430 رسميًا إلى الجزر البريطانية.
في عام 2010، تم إنتاج نموذج الإصدار الخاص النهائي لليابان، إصدار SC 430 Eternal Jewel، والذي يقتصر على 200 وحدة. كان طراز 2010 آخر سيارة من أي مصنع رئيسي في الولايات المتحدة يتم شحنها مع شريط كاسيت.
انتهى إنتاج الجيل الثاني من SC في يوليو 2010 بعد تسع سنوات من الإنتاج، لكن لكزس كانت لا تزال تستخدمها في سوبر جي تي حتى انتهى موسم 2013.

## الاستبدال

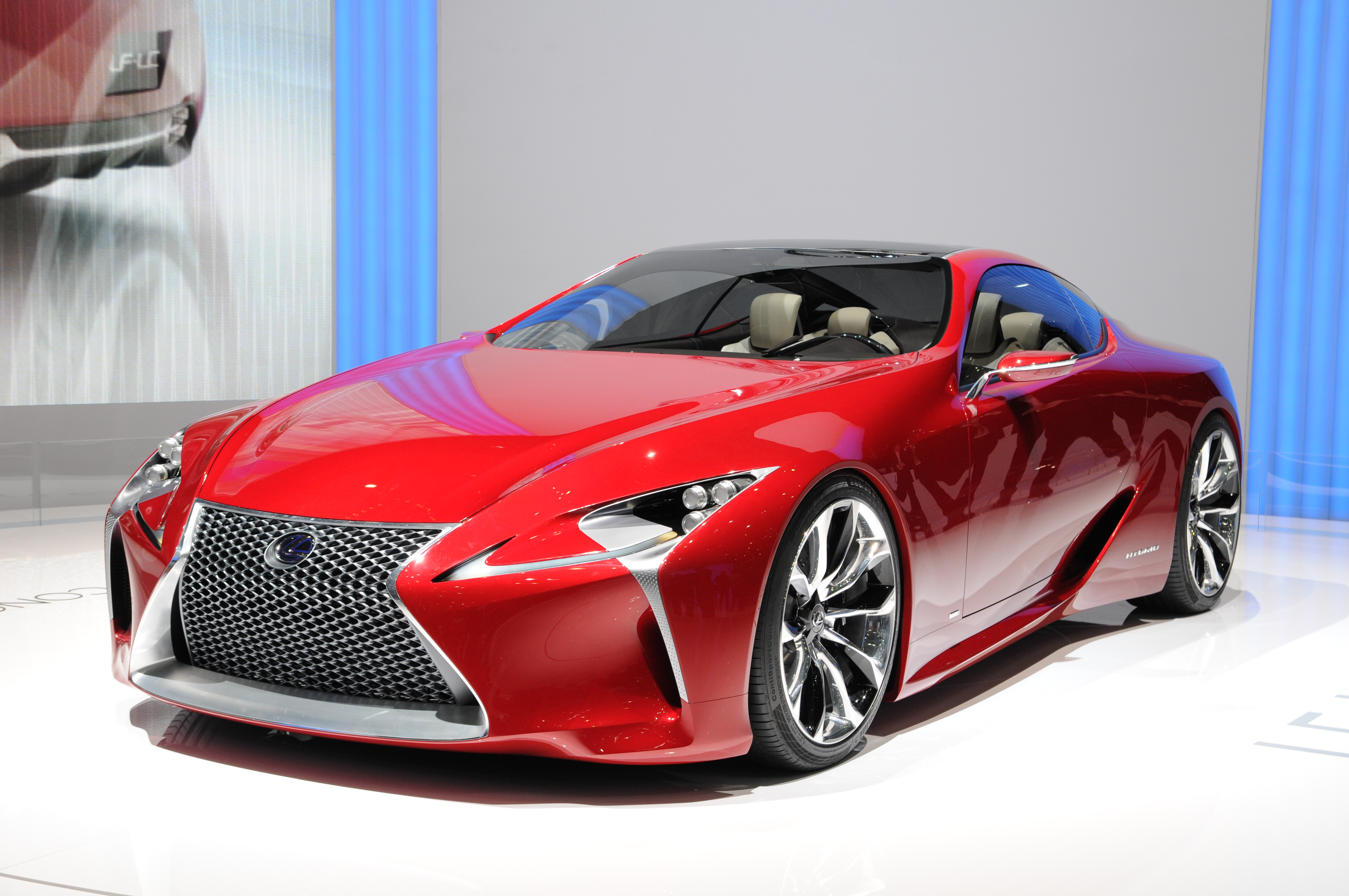
لكزس في معرض جنيف للسيارات 2012.

في يوليو 2008، ذكرت شركة Edmunds InsideLine أن لكزس قد ألغت الجيل التالي من إس سي بسبب تباطؤ المبيعات. ولم يؤكد متحدث باسم الشركة أو ينفي هذه الشائعات، لكنه وصف التقرير في الاستبدال المحتمل بإدخال لكزس إل إفه إيه بأنه «تكهنات لا أساس لها من الصحة». أعلنت لكزس لاحقًا عن إنتاج طراز SC 430 لعام 2009، وفي عام 2010.

## سباق السيارات
في عام 2006، أدخلت الشركة سيارة SC 430 في سباق السيارات الياباني سوبر جي تي في فئة جي تي 500 (لبقوة 500 حصان تقريبًا)، مع استخدام نسخة معدلة من المحرك.
فازت السيارة بالسباق مع سائق السيارات الياباني غويتشي واكيساكا ‏ والألماني أندريه لوتيرير في الجولة الافتتاحية في حلبة سوزوكا وفازا ببطولة الفئة جي تي 500. وفي العام التالي، استبدلت تويوتا سيارة سوبرا في السباقات بليكزس إس سي. وتمكن سائق السيارات يوجي تاتشيكاوا من الفوز بشكل ساحق في الجولة الافتتاحية لفئة جي تي 500 وهو يقود Zent Cerumo SC 430.
في عام 2008، فازت Zent Cerumo SC 430 بقيادة يوجي تاتشيكاوا وريتشارد ليونز بسباق فوجي 500، الجولة 3 من Autobacs Super GT في حلبة فوجي. في عام 2009، تم إدخال خمس سيارات إس سي 430 في سباقات Super GT في فئة جي تي 500، بما في ذلك Petronas TOM's SC 430 بقيادة غويتشي واكيساكا وأندريه لوتيرير، جنبًا إلى جنب مع Eneos SC 430 و Kraft SC 430 و Dunlop Sard SC 430 و Zent Cerumo SC 430.
في عام 2009، كان فريق Lexus Petronas TOM's SC 430 بقيادة أندريه لوتيرير وغويتشي واكيساكا هو الفائز بالبطولة في سلسلة GT500، كما انتصرت إس سي 430 في الجولات الأولى على حلبة سوزوكا. في عام 2010، استمرت SC 430 في منافسة Super GT، فازت MJ Kraft SC 430 وغيرها من Lexus Team Kraft SC 430s في 2010 Autobacs Super GT في حلبة فوجي. بدءًا من عام 2009 حتى عام 2013، استخدمت SC 430s محرك تويوتا RV8KG V8 سعة 3.4 لتر.
في عام 2012، بعد عامين من انتهاء الإنتاج، استمر 430 في أن يكون قوة في رياضة السيارات. وبالتحديد في Formula Drift مع Achilles Radial Lexus SC430 المدعوم بمحرك 2JZ ويقودها دايجو سايتو.

## المبيعات والإنتاج
بيانات المبيعات والإنتاج للجيلين الأول والثاني، بناءً على بيانات الشركة المصنعة:
| كود الشاسيه   | رقم النموذج | السنة | إجمالي المبيعات في الولايات المتحدة | الوحدات   | الوحدات        | الوحدات |
| كود الشاسيه   | رقم النموذج | السنة | إجمالي المبيعات في الولايات المتحدة | SC 400 AT | SC 300 AT (MT) | المجموع |
| ------------- | ----------- | ----- | ----------------------------------- | --------- | -------------- | ------- |
| UZZ30 / JZZ31 | SC 400/300  | 1992  | 20677                               | 19212     | 7,074 (1,601)  | 27887   |
| UZZ30 / JZZ31 | SC 400/300  | 1993  | 16,075                              | 9809      | 6,036 (910)    | 16,755  |
| UZZ30 / JZZ31 | SC 400/300  | 1994  | 11,929                              | 3,675     | 1,978 (227)    | 5,880   |
| UZZ30 / JZZ31 | SC 400/300  | 1995  | 7,906                               | 9750      | 5,329 (793)    | 15,872  |
| UZZ30 / JZZ31 | SC 400/300  | 1996  | 5,047                               | 2413      | 2,118 (232)    | 4,763   |
| UZZ30 / JZZ31 | SC 400/300  | 1997  | 5,041                               | 2,261     | 2,509 (120)    | 4,890   |
| UZZ30 / JZZ31 | SC 400/300  | 1998  | 3,009                               | 1,189     | 1,582          | 2,771   |
| UZZ30 / JZZ31 | SC 400/300  | 1999  | 2,557                               | 905       | 1,910          | 2,815   |
| UZZ30 / JZZ31 | SC 400/300  | 2000  | 631                                 | 324       | 581            | 905     |

| كود الشاسيه | رقم النموذج | السنة                  | إجمالي المبيعات في الولايات المتحدة | إجمالي المبيعات في اليابان |       |
| ----------- | ----------- | ---------------------- | ----------------------------------- | -------------------------- | ----- |
| كود الشاسيه | رقم النموذج | السنة                  | إجمالي المبيعات في الولايات المتحدة | إجمالي المبيعات في اليابان | UZZ40 |
| SC 430      | 2001        | 14333 100 نيمان ماركوس | لا تباع                             |                            |       |
| SC 430      | 2002        | 14462                  | لا تباع                             |                            |       |
| SC 430      | 2003        | 10298                  | لا تباع                             |                            |       |
| SC 430      | 2004        | 9,708 400 بيبل بيتش    | لا تباع                             |                            |       |
| SC 430      | 2005        | 8,360 600 بيبل بيتش    | 539                                 |                            |       |
| SC 430      | 2006        | 5,847 500 بيبل بيتش    | 1,532                               |                            |       |
| SC 430      | 2007        | 3,927 400 بيبل بيتش    | 872                                 |                            |       |
| SC 430      | 2008        | 1,986 360 بيبل بيتش    | 621                                 |                            |       |
| SC 430      | 2009        | 720 300 بيبل بيتش      | 256                                 |                            |       |
| SC 430      | 2010        | 328                    | لا تباع                             |                            |       |
| SC 430      | 2011        | 18                     | لا تباع                             |                            |       |
| SC 430      | 2012        | 2                      | لا تباع                             |                            |       |